# メイドさんは食べるだけ
『メイドさんは食べるだけ』（メイドさんはたべるだけ）は、前屋進による日本の漫画作品。『コミックDAYS』（講談社）にて、2019年12月2日から連載されている。次に来るマンガ大賞2021のWeb部門にノミネートされた。

## あらすじ
イギリスの屋敷に仕えるメイドのスズメは、諸事情により屋敷が崩壊してしまう。そのため、屋敷が直るまでの1年間日本でメイド修行をすることになってしまう。小さなアパートで生活することになったスズメは、日本の食べ物に興味を持ち始める。

## 登場人物
橘 スズメ（たちばな スズメ）
今作の主人公。常にメイド服を着ている女性。祖母がイギリス人のクォーター。
イギリスの屋敷に仕えていたのだが、諸事情で屋敷が崩壊してしまい、屋敷が直るまでの1年間日本でメイド修行をすることになる。
現在は、日本の小さなアパートの一角で生活をしている。異国である日本の食べ物に興味を持ち、おいしそうに食べる。
小松 菜々（こまつ なな）
スズメの住むアパートの隣人。おでこを出した髪型と太眉が特徴の女性。
スズメの言動に対してツッコミを入れたりするが、お菓子をくれたりする彼女に対して内心嬉しく思っている。
リコッタ
スズメと同じ屋敷で働いている。女性。
コマツ
スズメの友達。
信月 杏（しんげつ あんず）
女性。202号室の住人。大学生。キャンプ道具を持っている。

## 商業的評価
2020年8月11日に単行本第1巻が発売し、8月10日から8月16日までの週間単行本売り上げランキングCOMIC ZIN調べでは第5位に選ばれ、8月のうちに重版が決定した。

## 書誌情報
- 前屋進『メイドさんは食べるだけ』コミックDAYS〈イブニングKC〉、既刊4巻（2022年3月9日現在）
  1. 2020年8月11日発売[7]、ISBN 978-4-06-520481-8
  2. 2021年1月13日発売[8]、ISBN 978-4-06-521821-1
  3. 2021年8月11日発売[9]、ISBN 978-4-06-523873-8
  4. 2022年3月9日発売[10]、ISBN 978-4-06-527369-2